# Бонгусто, Фред
Фред Бонгу́сто (итал. Fred Bongusto), настоящее имя ─ Альфре́до Анто́нио Ка́рло Бонгу́сто (итал. Alfredo Antonio Carlo Buongusto; 6 апреля 1935, Кампобассо — 8 ноября 2019, Рим) — итальянский композитор, певец и музыкальный продюсер, популярный в 60-е и 70-е годы XX века.

## Биография
Родился 6 апреля 1935 года в Кампобассо. Дебютировал с песней «Bella Bellissima», написанной его другом музыкантом Гиго Агости. Сингл был выпущен в 1960, стороной «Б» стала песня «Doce Doce».
В 1966 году получил Золотой диск (Albo d’oro) — главную награду летнего музыкального фестиваля Un Disco per l'Estate за песню «Prima c’eri tu».
В 1967 году вышла песня Бонгусто «Ore d’amore». Выпущенная как b-side сингла «Se l’amore potesse ritornare», эта песня, тем не менее, завоевала немалую популярность. В том же году англоязычную версию этой композиции (под названием «The World We Knew») записал Фрэнк Синатра.
Автор саундтреков к более чем 20-и фильмам, среди которых «Коварство» (1973), «Фантоцци против всех» (1980), «Суперфантоцци» (1986) и др.
За два саундтрека — к фильмам «О, Серафина!» (1976) и «Крикет» (1980) — был удостоен национальной кинонаграды Nastro d'Argento в категории «лучшая музыка к кинофильму» (1977 и 1980 годы соответственно).
Умер в ночь на 8 ноября 2019 года.

## Награды и звания
- Титул Commendatore (одна из высших государственных наград Италии, вручена Бонгусто 2 июня 2005 президентом Карло Адзельо Чампи)

## Наиболее известные хиты
- «Ore d’amore» (1967)
- «L’Amore» (1973)